# タコツボ文化
タコツボ文化（タコツボぶんか）は、日本文化はどのようであるかを表す言葉。

## 概要
丸山眞男によって提唱された概念。タコツボとはそれぞれに孤立した壷が1本の網で並列に連なっている形であり、日本の学問や文化や組織は欧米と比較すればこのような形であるとされる。このようなタコツボ文化となっているならば、共通の根を切り捨てた形で専門が分かれ、その専門の中で仲間の集団を作っているため、集団の相互間での意思疎通が困難であるとされている。
欧米では包括的、総合的な学問から専門化が進んできたのに対して、日本では欧米で既に専門化していた学問を明治になってから取り入れている。このことから日本では共通の基盤の無い形で専門が分かれ、それぞれが仲間集団を作り、互いに通じ合えなくなっている。学問だけでなく企業などの組織もこのようになっている。
岩本愛吉は、日本では1887年の学位令により博士は法学博士、医学博士、工学博士、文学博士、理学博士の5つが定められたのに対して、西洋では哲学博士のみで、このような学位の制度で日本がタコツボ文化となった可能性を指摘する。
現代人の多くはソーシャル・ネットワーキング・サービスで自らの狭い興味のみの情報を集めるようになっているという形でタコツボ文化が今の世に通じている。映画やライブや展示会などで普段フォローしていない分野のものを終了してから知って残念に思うことがある。このように文化もタコツボ化している。文化の情報全体を扱う雑誌のようなメディアが存在していた時代よりもタコツボ化が進んでいる。
2021年の日刊工業新聞の記事では、新型コロナウイルスの対策では学術分野のタコツボ型が弱点として露呈されているということが掲載される。新型コロナウイルス対策の際には、社会や経済への影響を最小化するには多様な分野の知が連携して革新的な技術を創出する必要があるのだが、それがタコツボ型によって妨げられていたと指摘される。
久保利英明は電力会社の企業統治で問題であるのは、取締役会や監査役会が機能せず、不正が発覚した際には社長や会長や相談役による隠蔽体質で会社が動いてしまうことであるとする。電力会社の取締役会は会社の不祥事を自分たちで正す意識が欠けており、会社が事業部ごとの縦割り組織になっている。取締役に就任するのは各事業部の出世した人間であるが、それを選任するのは同じ事業部で先に偉くなった先輩。このようになっている企業はタコツボ文化であり、そのような企業の取締役には、よその問題には口は挟まないという意識が働くようになっている。タコツボ化は不正の3要素の温床となるともしている。